# Carybdea marsupialis
Espèce
Carybdea marsupialis (ou carybdée marsupiale) est une cuboméduse appartenant à la famille des Carybdeidae.

## Description
Cette cuboméduse, de forme cubique, possède une ombrelle à quatre faces d'une hauteur ne dépassant pas les 4 centimètres et dont l'apex est aplati et sensiblement concave. À la base, quatre pieds sont accrochés dans les coins au bout desquels sont greffés des tentacules ronds, simples, épais, à la surface annelée, légèrement rétractables et pouvant mesurer jusqu'à 40 centimètres en extension. Leur piqûre semble bénigne même si parfois douloureuse, elle est rapportée par certains plongeurs comme sans effet au contact de la peau (pour les individus fréquentant les eaux méditerranéennes et atlantiques) alors que certains pêcheurs décrivent la méduse comme «vénéneuse et brûlante»,.

## Sources
- ZIEMSKI Frédéric, PROUZET Anne, in : DORIS, 26/1/2013 : Carybdea marsupialis (Linnaeus, 1758), lire en ligne